# A Chegada do Outono
A Chegada do Outono (秋立ちぬ, Aki tachinu) é um filme japonês do género drama, realizado por Mikio Naruse e escrito por Ryōzō Kasahara, e protagonizado por Nobuko Otowa, Kenzaburo Osawa e Ichiki Futaba. Estreou-se no Japão a 1 de outubro de 1960.

## Elenco
- Nobuko Otowa como Shigeko Fukatani
- Kenzaburo Osawa como Hideo Fukatani
- Ichiki Futaba como Junko Mishima
- Murasaki Fujima como Naoya Mishima
- Yosuke Natsuki como Shotaro Yamada
- Chisako Hara como Harue Yamada
- Daisuke Katō como Tomioka
- Seizaburō Kawazu como Asao
- Kin Sugai como tia